# Ashford & Simpson

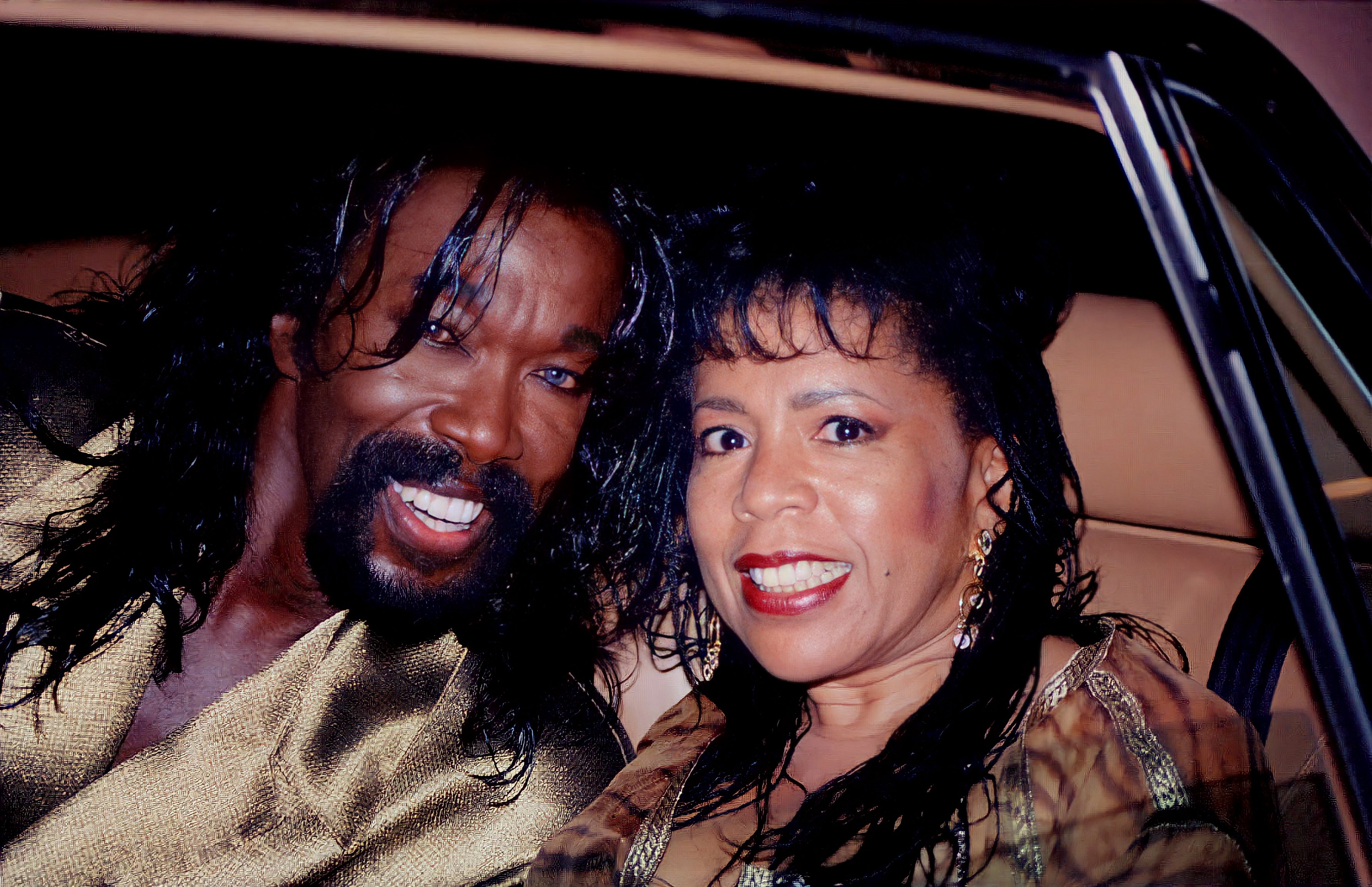
Descripción:March 6, 2000 outside Waldorf Astoria R and R hall of fame event © copyright JohnMathewSmith 2001

Ashford & Simpson es una pareja de compositores, productores y artistas estadounidenses formada por Nickolas Ashford y Valerie Simpson. Aunque sus composiciones están estrechamente ligadas a las casa discográfica Motown, su primer éxito como compositores fue «Let's Go Get Stoned» un número uno para Ray Charles en las listas de R&B en 1966. Ashford & Simpson fueron incluidos en el Songwriters' Hall of Fame en 2002.

## Compositores
En 1966 ficharon por Motown, donde compusieron varios de los éxitos grabados por Marvin Gaye y Tammi Terrell, incluyendo «Ain't No Mountain High Enough» (1967), que también sería un éxito más tarde de Diana Ross, como solista. Al marcharse Ross de Motown, Ashford & Simpson compusieron y produjeron el primer éxito de esta como solista, «Reach Out and Touch (Somebody's Hand)».
Otros artistas de Motown para quienes compusieron el dúo Ashford & Simpson incluyen Gladys Knight & The Pips, Smokey Robinson & The Miracles, The Marvelettes, y The Supremes.
Su «I’m Every Woman» fue grabada por Whitney Houston para la banda sonora de El guardaespaldas (1993).

## Artistas
Además de sus carreras en solitario, Ashford & Simpson han grabado como dúo, siendo su mayor éxito «Solid», de 1984.

## Discografía
- Gimme Something Real (Warner 1973)
- I Wanna Be Selfish (Warner 1974)
- Come As You Are (Warner 1976)
- So, So Satisfied (Warner 1977)
- Send It (Warner 1977)
- Is It Still Good To Ya? (Warner 1978)
- Stay Free (Warner 1979)
- A Musical Affair (Warner 1980)
- Performance (Warner 1981)
- Street Opera (Capitol 1982)
- High-Rise (Capitol 1983)
- Solid (Capitol 1984)
- Real Love (Capitol 1986)
- Love Or Physical (Capitol 1989)
- Been Found (Hopsack & Silk 1996)